# 鐵血神探
是一部2014年美國新黑色動作驚悚片，改編自勞倫斯·卜洛克的知名小說《行過死蔭之地》。由史考特·法蘭克編劇和執導。由連恩·尼遜、丹·史蒂文斯、波伊德·霍布魯克和賽巴斯汀·洛克等人主演。電影2014年9月19日在美國發布，而台灣則在10月17日上映。

## 劇情
故事發生於1999年的紐約市，前紐約市警察局的警察和無牌私家神探馬修·史卡德受僱於一位毒販，幫助他找出綁架及殺害自己妻子的罪犯......。

## 演員
- 連恩·尼遜 飾 馬修·史卡德（Matthew Scudder）
- 丹·史蒂文斯 飾 肯尼·克里斯托（Kenny Kristo）
- 波伊德·霍布魯克 飾 彼得·克里斯托（Peter Kristo）
- 賽巴斯汀·洛克（英语：Sebastian Roché） 飾 尤里·蘭道（Yuri Landau）
- 布萊恩·亞斯特羅·布拉德利（英语：Brian "Astro" Bradley） 飾 TJ
- 艾瑞克·尼爾森（英语：Eric Nelsen） 飾 霍伊（Howie）（大廈管理員）
- 歐拉法·達利·歐拉夫森 飾 喬納斯·羅根（Jonas Loogan）
- 大衛·哈伯 飾 雷（Ray）
- 亞當·大衛·湯普森（英语：Adam David Thompson） 飾 艾伯特（Albert）
- 蘿拉·伯恩（英语：Laura Birn） 飾 萊拉·安德森（Leila Andresen）
- 馬克·康蘇維洛（英语：Mark Consuelos） 飾 魯賓·昆塔納（Reuben Quintana）
- 芮贊·傑米（英语：Razane Jammal） 飾 卡莉·安妮 / 卡莉·克里斯托（Carrie Anne / Carrie Kristo）（克里斯托太太）
- 利昂·艾迪生·布朗（英语：Leon Addison Brown） 飾 斯托弗（Stover）（緝毒局警察）
- 丹妮爾·羅斯·羅素（英语：Danielle Rose Russell） 飾 盧米拉 (露西亞)·蘭道（Ludmilla (Lucia) Landau）（被綁架的女兒）
- 瑪麗艾·海勒 飾 瑪麗·考特斯坎（Marie Gotteskind）

## 製作
於2013年3月3日開始在紐約市開拍。於2013年10月8日完成本片，並被美國電影協會分為R級的「強勢的暴力、令人不安的畫面、語言和短暫的裸體」。2014年1月30日，宣布電影將發布於2014年9月19日。

## 發行
電影的首部正式預告片於2014年5月29日釋出。

### 評價
《鐵血神探》於爛番茄基於143條評論持有65％的新鮮度，觀眾支持度為58％，平均評級為6.2／10。在Metacritic上基於36條評論，電影得分57分（滿分100）。Richard Roeper給了電影「B+」評級，稱電影是「一個時尚和智能的驚悚片」。電影平均好壞參雜，好評居多。

### 票房
該片於2014年9月19日上映，並在第一週時與二十世紀福斯的《移動迷宮》展開激烈競爭。電影在北美首映週末的票房收入為1310萬美元，位於以3250萬美元奪冠的《移動迷宮》之後。

## 外部連結
- 官方网站
- 互联网电影数据库（IMDb）上《A Walk Among the Tombstones》的资料（英文）
- A Walk Among the Tombstones （页面存档备份，存于） at the ComingSoon.net
- 爛番茄上《A Walk Among the Tombstones》的資料（英文）
- Metacritic上《A Walk Among the Tombstones》的資料（英文）
- AllMovie上《A Walk Among the Tombstones》的资料（英文）
- Box Office Mojo上《A Walk Among the Tombstones》的資料（英文）